# Томський Микола Васильович
Микола Васильович Томський (справжнє прізвище — Гришин; 7 [19] грудня 1900, с. Рамушево, Старорусский повіт, Новгородська губернія, Російська імперія — 22 листопада 1984, Москва, СРСР) — радянський скульптор-монументаліст, педагог. Президент Академії мистецтв СРСР (1968—1983). Академік АХ СРСР (1949; член-кореспондент 1947). Герой Соціалістичної Праці (1970). Народний художник СРСР (1960). Лауреат Ленінської премії (1972), п'яти Сталінських премій (1941, 1947, 1949, 1950, 1952), та Державної премії СРСР (1979).

## Біографія
Микола Гришин народився 7 (19) грудня 1900 року у селі Рамушеве (нині Старорусском районі, Новгородська область, Россия) у ковальської сім'ї.
Оскільки в 1914 році його батько пішов на фронт, практично всі роки Першої світової війни стояв на чолі сім'ї. З початком Громадянської війни був призваний до Червоної армії, воював, був поранений.
У Рамушеві прожив майже 20 років. Надалі переїхав до Старої Руси, у ньому виявився інтерес до образотворчого мистецтва, він багато малював, вступив у драматичний гурток Народного дому, організованого з ініціативи та зусиллями різнобічно обдарованої людини, живописця, передвижника Василя Семеновича Сварога. Саме У. З. Сварог порадив йому зайнятися ліпленням.
Після демобілізації, в 1923 відправився в Петроград (нині Санкт-Петербург), де вступив на скульптурний факультет Художньо-педагогічного технікуму (нині Санкт-Петербурзьке художнє училище імені М. К. Реріха), який закінчив у 1927 році. Керівником його був Всеволод Всеволодович Лішев. Вперше виставився 1925 року в Ленінградському музеї Революції на експозиції, присвяченій пам'яті В. І. Леніна. У 1920-ті, 1930-ті роки брав участь у реставрації монументально-декоративної скульптури Ленінграда, вивчав традиції російської школи створення XIX століття, які вплинули на його пластичну манеру, поєднання індивідуального та типового, характерного жесту та ретельно модельованих форм, оздоблення, створення образів, пройнятих патетикою та героїчним пафосом. У цей час митець працював над пам'ятником С. М. Кірову (1935 року оголошено всесоюзний конкурс проектів пам'ятника на Кіровській площі біля будівлі однойменної райради в Ленінграді — перемогла робота скульптора М. В. Томського та архітектора М. А. Троцького). Відкрито пам'ятник 6 грудня 1938 року. На постаменті барельєфи, присвячені темі громадянської війни, праці. — Бронза, граніт. Ця робота була удостоєна Сталінської премії СРСР (перша для скульптора державна нагорода). У 1937 році скульптор створив статую «А. Бусигін» (гіпс).
У роки війни, перебуваючи в блокадному Ленінграді, брав активну участь у маскувальних роботах, спрямованих не тільки на вирішення оборонних завдань, а й на порятунок культурного надбання обложеного міста. Він очолював бригаду скульпторів, які працювали над рельєфними агітплакатами. Спільно з В. В. Ісаєвою, М. Ф. Бабуріним, Г. Б. П'янковою-Рахманіною, Р. М. Будиловим, Б. Р. Шалютіним, В. Я. Боголюбовим та А. А. Стрекавіним створив скульптурне панно «За Батьківщину!» (6×5 м), що було встановлено Невському проспекті у районі Державної Публічної бібліотеки.
Після війни скульптор працював у Москві. Наприкінці 1940-х виліпив і відлив у бронзі, висік у камені низку портретів і фігур на зріст. У портретній галереї, створеної скульптором у цей час, — воєначальники: І. Д. Черняховський (мармур, 1947); М. Г. Гарєєв (базальт, 1947), П. А. Покришев (мармур, 1948), А. С. Смирнов (мармур, 1948) — все в ГТГ; І. Н. Кожедуб (етюд, бронза, 1948; РМ, Ленінград; Бюст також встановлений у сільському сквері села Ображіївка Шосткинського району; архітектор Л. Г. Голубовський; бронза, мармур. 1949). Пам'ятник І. Р. Апанасенко (Білгород; бронза, 1944-49). За цикл портретів, пам'ятник І. Р. Апанасенку та монументальні рельєфи історико-революційної тематики (із співавторами; гіпс, 1949), портрет С. М. Кірова (мармур, 1949; ГТГ) — скульптор був нагороджений кількома Державними преміями.